# 4381 Uenohara
4381 Uenohara је астероид главног астероидног појаса. Приближан пречник астероида је 20,49 ,
а средња удаљеност астероида од Сунца износи 3,027 астрономских јединица (АЈ).
Инклинација (нагиб) орбите у односу на раван еклиптике је 11,225 степени, а орбитални период износи 1924,323 дана (5,268 година). Ексцентрицитет орбите астероида износи 0,081.
Апсолутна магнитуда астероида износи 11,20 а геометријски албедо 0,139.
Астероид је откривен 22. новембра 1989. године.